# Mioscarta ferruginea
Mioscarta ferruginea är en insektsart som först beskrevs av Walker 1851.  Mioscarta ferruginea ingår i släktet Mioscarta och familjen spottstritar. Inga underarter finns listade i Catalogue of Life.